# 劉復 (建文進士)
劉復（1374年—？），字性初，江西南昌府南昌縣人民籍，明朝政治人物。進士出身。

## 生平
縣學生。江西鄉試第十三名。建文二年（1400年）庚辰科會試第四十名，殿試登進士三甲。

## 家族
曾祖父劉宗文、祖父劉繼忠，父亲劉添和。